# Dernell Every
Dernell Every (Athens, 18 agosto 1906 – Mount Kisco, 11 settembre 1994) è stato uno schermidore statunitense, vincitore di una medaglia di bronzo nella scherma ai giochi olimpici.